# Nicola Bossard
Nicola Bossard (* 1996; heimatberechtigt in Kölliken) ist ein Schweizer Politiker (Junge Grüne/Grüne).

## Leben
Nicola Bossard ist der Sohn des grünen Politikers Martin Bossard und wuchs in Kölliken auf. Er besuchte die Neue Kantonsschule Aarau und studiert Umweltnaturwissenschaften an der ETH Zürich. Er lebt in Kölliken.

## Politik
Nicola Bossard begann sein Engagement mit 16 Jahren bei Greenpeace und den Jungen Grünen. Er ist seit Beginn der Klimastreikbewegung Fridays for Future als Klimaaktivist aktiv und nahm 2017 an den Protesten von Ende Gelände im Rheinischen Braunkohlerevier teil.
Nicola Bossard rückte 2022 für die zurückgetretene Alice Sommer in den Grossen Rat des Kantons Aargau nach. Er ist seit 2022 Mitglied der Kommission Gesundheit und Sozialwesen.
Nicola Bossard war ab 2015 Vorstandsmitglied und von 2019 bis 2021 Co-Präsident der Jungen Grünen Kanton Aargau.